# Little Falls and Dolgeville Railroad
Die Little Falls and Dolgeville Railroad war eine amerikanische Eisenbahngesellschaft im Bundesstaat New York im Herkimer County. Die von 1891 bis 1913 bestehende Gesellschaft errichtete eine Bahnstrecke zum Ort Dolgeville.

## Geschichte
Ab Mitte der 1830er Jahre gab es mehrere Versuche den Ort Brockett's Bridge (später Dolgeville) an das Eisenbahnnetz anzuschließen. Der ab 1875 in diesem Ort tätige Unternehmer Alfred Dolge war sich der Wichtigkeit für eine Eisenbahn nach Dolgeville, um die Wirtschaft des Ortes und seines dort befindlichen Unternehmens zu erhalten und zu verbessern, bewusst. So wurden für den Transport der Erzeugnisse aus Dolgeville nach Little Falls 50 Pferde vorgehalten.
Auf seiner Initiative hin und mit Unterstützung von New Yorker Banken wurde am 2. Februar 1891 die Little Falls and Dolgeville Railroad gegründet. Unternehmenssitz war Dolgeville. Die Baukosten wurde auf 250.000 US-Dollar veranschlagt. Im Mai 1891 begannen die Bauarbeiten. Durch verschiedene Schwierigkeiten bei Bau dauerte die Fertigstellung bis zum 14. Dezember 1893. Der Betrieb auf der Bahnstrecke wurde am 1. Januar 1894 aufgenommen. Nach der Fertigstellung betrugen die Baukosten rund 575.000 US-Dollar. Die Finanzierung erfolgte durch Aktien im Wert von 250.000 Dollar, 250.000 Dollar als erstrangige Hypothekenpfandbriefe und 75.000 Dollar als zweitrangige Hypothekenpfandbriefe.
Am 31. Mai 1899 musste die Gesellschaft Konkurs anmelden. Im Rahmen des Konkursverfahren wurde die Gesellschaft am 24. Dezember 1902 unter gleichem Namen mit einem Stammkapital von 250.000 Dollar und Hypotheken in der gleichen Höhe neu gegründet. Dabei wurden die ursprünglichen erstrangigen Hypothekenbriefe für ungültig erklärt. Als Ausgleich erhielten die Besitzer dieser Hypothekenbriefe entsprechende Hypotheken der neu gegründeten Gesellschaft. Als Ersatz für die entgangenen Zinsen erhielten sie Aktienanteile. Die übrigen Aktienanteile wurden zur Begleichung der Sanierungsaufwändungen verwandt.
In der Folgezeit erwarb die New York Central and Hudson River Railroad (NYC&HRR) die Mehrheit der Aktien und konnte am 24. Juli 1906 die Kontrolle über die Gesellschaft erringen. Ab Januar 1908 erfolgte der Betrieb der Strecke der Dolgeville and Salisbury Railway von Dolgeville nach Salisbury Center. Die Zahlung erfolgte durch Aktienanteile an diesem Unternehmen. Am 16. April 1913 wurde die Gesellschaft im Rahmen der Konsolidierung von verschiedenen NYC-Beteiligungen komplett in die NYC&HRR fusioniert.

## Fahrzeuge
Die Little Falls and Dolgeville Railroad beschaffte für den Betrieb zwei Lokomotiven. 1910/1912 kamen noch zwei Lokomotiven aus dem Bestand der NYC&HRR dazu.
| Nr. | NYC-Klasse | Achsfolge | Hersteller                   | Baujahr | Bemerkung        |
| --- | ---------- | --------- | ---------------------------- | ------- | ---------------- |
| 1   | CX         | 2'C       | Schenectady Locomotive Works | 1892    |                  |
| 2   | CX         | 2'B       | Schenectady Locomotive Works | 1895    |                  |
| 3   | J-1        | 1'C       |                              |         | NYC&HRR-Nr. 1658 |
| 4   | J-1        | 1'C       |                              |         | NYC&HRR-Nr. 1688 |

1902 verfügte die Gesellschaft über vier Personen-, zwei Gepäck- und vier Güterwagen.